# Unia
Unia és el sindicat més gran de Suïssa que representa la classe treballadora del sector privat de la indústria i la construcció.

## Història
Unia membre de la Union syndicale suisse (USS) amb 200.000 membres, i els seus convenis col·lectius afecten les condicions laborals d'un milió de treballadors suïssos. Es va constituir el 16 d'octubre de 2004 a partir de la fusió del Syndicat de l'industrie du bâtiment (SIB), la Fédération suisse des travailleurs de la métallurgie et de l'horlogerie (FCTA), l'antic sindicat Unia del sector serveis i el sindicat de Ginebra del sector terciari.
Els seus 200.000 afiliats estan repartits en 14 regions, dividides en 45 seccions actives a través de les seves 110 secretaries locals. Les activitats estan gestionades per oficis de 4 sectors: construcció, artesania, indústria i serveis. A més, quatre grups d'acció social treballen en àrees relacionades amb el jovent, les dones, la migració i els jubilats. El fons d'atur independent d'Unia té 69 oficines de pagament a Suïssa.
L'any 2021, l'exdiputada de la CUP Anna Gabriel va ser escollida secretària general d'Unia a la ciutat de Ginebra, esdevenint la primera dona a dirigir el sindicat.